# خواند مير
خواند مير (881 - 942 هـ) هو مؤرخ وشاعر فارسي. وهو سبط مير خواند مؤلف روضة الصفا.
هو السيد غياث الدين محمد بن همام الدين حميد الدين، وقيل محمد بن محمود بن محمد البلخي الشيرازي الهروي، المعروف بخواند مير.
عاصر الأمير علي الشيرنوائي وحظي لديه، وفي عام 932 هـ رحل إلى هراة وتقرب من الملك بابرشاه وابنه همايون شاه. توفي في الهند أثناء سفره إلى كجرات سنة 942 هـ، ودفن في دلهي.

## آثاره
من آثاره:
| - تاريخ حبيب السير - دستور الوزراء - خوارزمشاهيان - غرائب الأسرار - أخبار الأخيار - تكملة روضة الصفا - مكارم الأخلاق | - تاريخ الوزراء - قانون همايوني - جواهر الأخبار - مآثر الملوك - خلاصة الأخبار - منتخب تاريخ وصاف - ديوان شعر |

## للإستزادة
- «المؤرخ الإيراني الكبير غياث الدين خواندمير كما يبدو في كتابه دستور الوزراء» - حربي أمين سليمان. القاهرة: الهيئة المصرية العامة للكتاب، 1400 هـ 1980 م.